# Bergstrasse (distrito)
Bergstraße é um distrito da Alemanha, na região administrativa de Darmstadt, estado de Hessen.

## Cidades e municípios
- Cidades:

1. Bensheim
2. Bürstadt
3. Heppenheim
4. Hirschhorn (Neckar)
5. Lampertheim
6. Lindenfels
7. Lorsch
8. Neckarsteinach
9. Viernheim
10. Zwingenberg

- Municípios:

1. Abtsteinach
2. Biblis
3. Birkenau
4. Einhausen
5. Fürth
6. Gorxheimertal
7. Grasellenbach
8. Groß-Rohrheim
9. Lautertal (Odenwald)
10. Mörlenbach
11. Rimbach
12. Wald-Michelbach